# Børsa
Pour les articles homonymes, voir Borsa.
Børsa est une localité norvégienne, centre administratif de la commune de Skaun, située dans le comté de Trøndelag.
Sa population était de 1 480 habitants en 2013.